# Якуб Теодор Кунцевич
Якуб Теодор Кунцевич (*Якуб Кунцэвіч, 1596 — 27 серпня 1666) — державний та військовий діяч Речі Посполитої.

## Життєпис
Походив з заможного й впливового литовсько-білоруського шляхетського роду Кунцевичів гербу Лебідь. Син Мацея Кунцевича. Про молоді роки замало відомостей. У 1627 році отримує Канявське і дубицьке староства. 1632 році був послом від Лідського повіту на конвакційний сейм. Того ж року брав участь в елекційному сеймі, де голосував за обрання королем Владислава Вази.
У 1635 році призначається на посаду писаря земського лідського. 1638 року стає хорунжим лідським, а 1652 року — підкоморієм лідським. У 1639, 1646, 1649, 1652, 1654 роках був послом Лідського повіту на загальнодержавні сейми. У 1640 і 1648 роках був маршалком Головного трибуналу Великого князівства Литовського.
Брав участь у війні проти Московського царства, війська якого вдерлися до Великого князівства Литовського, отримавши посаду полковника у Лідському повіті. 30 жовтня 1655 року зазнав важкої поразки у битві при Гродно від Семена Урусова. Вимушений був заприсягтися не воювати надалі з московитами. Того ж року після захоплення московськими військами та українськими козаками Вільно на вимогу царя Олексія I від шляхти Лідського повіту приніс останньому присягу вірності (26 листопада).
У 1658 році після переходу в наступ польських військ разом з іншими Якуб Кунцевич відмовився від присяги й перейшов на бік Речі Посполитої. У 1659 році очолив посполите рушення Лідського повіту, проте у битві на річці Німан зазнав нищівної поразки від московської армії Івана Хованського. В результаті повіт сплюндровано й Лідський замок захоплено. Проте продовжив боротьбу проти московських окупантів, внаслідок чого Лідський повіт було звільнено.
1661 року призначається на посади каштеляна мінського і жемайтського. На цій посади активно сприяв звільненню Великого князівства Литовського від московських загонів. У 1664 році стає воєводою берестейським. Того ж року стає сенатором Речі Посполитої. Помер на цій посаді у 1666 році.

## Родина
1. Дружина — Олена, донька Миколи Сапіги, кухміста великого литовського
дітей не було
2. Дружина — Ельжбета, донька Миколи Сапіги, воєводи новогрудського
Діти:
- Ян Валеріан

3. Дружина — Феліціана Христина Война
Діти:
- Домінік